# Konkurs Piosenki Eurowizji 1970
15. Konkurs Piosenki Eurowizji został zorganizowany 21 marca 1970 w RAI Congrescentrum w Amsterdamie przez holenderskiego nadawcę publicznego Nederlandse Omroep Stichting (NOS), dzięki zwycięstwu reprezentantki Holandii podczas konkursu w 1969. Koncert finałowy prowadziła Willy Dobbe.
Zwyciężczynią konkursu została Dana, reprezentantka Irlandii z piosenką „All Kinds of Everything” autorstwa Derry'ego Lindsaya i Jackie Smitha, za którą otrzymała 32 punkty. 

## Organizacja
Po nierozstrzygnięciu remisu podczas konkursu w 1969, w Amsterdamie odbyły się rozmowy dotyczące gospodarza kolejnego koncertu. Zdecydowano, że organizacją zajmie się Holandia. Podczas obrad wprowadzono nową część koncertów: przedłużono sekwencję otwarcia konkursu, a przed występem każdego reprezentanta można było obejrzeć krótkie filmy, tzw. pocztówki, prezentujące sylwetkę artysty bądź kraju, który reprezentuje.
Aby uniknąć sytuacji nierozstrzygniętego remisu na pierwszym miejscu, wprowadzono zasadę, która głosi, że w przypadku, gdy najwyżej ocenione kraje będą miały taką samą liczbę punktów, każdy utwór musi zostać wykonany ponownie. Komisja jurorska, z wyłączeniem reprezentantów spornych państw, głosuje wówczas na faworyta poprzez podniesienie ręki. Jeśli nadal następowałby remis, kraje dzieliłyby pierwsze miejsce.

## Kraje uczestniczące
W konkursie brali udział reprezentanci 12 państw. Ze stawki wycofały się telewizje z Finlandii, Norwegii, Portugalii i Szwecji, które zbojkotowały konkurs z powodu nierozstrzygniętego remisu podczas finału w 1969.
Dyrygenci
- Holandia,  Irlandia – Dolf van der Linden
- Belgia – Jacques Say
- Francja – Franck Pourcel
- Hiszpania – Augusto Algueró
- Jugosławia – Mojmir Sepe
- Luksemburg – Raymond Lefèvre
- Monako – Jimmy Walter
- Niemcy – Christian Bruhn
- Norwegia – Øivind Bergh
- Portugalia – Ferrer Trindade
- Szwecja – Lars Samuelson
- Szwajcaria –  Bernard Gérard
- Wielka Brytania – Johnny Arthey
- Włochy – Mario Capuano

## Wyniki
| L.p. | Państwo         | Język        | Artysta                | Piosenka                      | Miejsce | Punkty |
| ---- | --------------- | ------------ | ---------------------- | ----------------------------- | ------- | ------ |
| 01   | Holandia        | niderlandzki | Hearts of Soul         | „Waterman”                    | 7       | 7      |
| 02   | Szwajcaria      | francuski    | Henri Dès              | „Retour”                      | 4       | 8      |
| 03   | Włochy          | włoski       | Gianni Morandi         | „Occhi di ragazza”            | 8       | 5      |
| 04   | Jugosławia      | słoweński    | Eva Sršen              | „Pridi, dala ti bom cvet”     | 11      | 4      |
| 05   | Belgia          | francuski    | Jean Vallée            | „Viens l'oublier”             | 8       | 5      |
| 06   | Francja         | francuski    | Guy Bonnet             | „Marie-Blanche”               | 4       | 8      |
| 07   | Wielka Brytania | angielski    | Mary Hopkin            | „Knock Knock, Who’s There?”   | 2       | 26     |
| 08   | Luksemburg      | francuski    | David Alexandre Winter | „Je suis tombé du ciel”       | 12      | 0      |
| 09   | Hiszpania       | hiszpański   | Julio Iglesias         | „Gwendolyne”                  | 4       | 8      |
| 10   | Monako          | francuski    | Dominique Dussault     | „Marlène”                     | 8       | 5      |
| 11   | Niemcy          | niemiecki    | Katja Ebstein          | „Wunder gibt es immer wieder” | 3       | 12     |
| 12   | Irlandia        | angielski    | Dana                   | „All Kinds of Everything”     | 1       | 32     |

Tabela punktacyjna finału
|                                                        |                 | Punkty |            |        |         |                 |            |           |        |        |          |   |   |
| Holandia                                               | Szwajcaria      | Włochy | Jugosławia | Belgia | Francja | Wielka Brytania | Luksemburg | Hiszpania | Monako | Niemcy | Irlandia |   |   |
| Uczestnicy konkursu                                    | Holandia        |        |            | 3      | 3       |                 |            | 1         |        |        |          |   |   |
| Uczestnicy konkursu                                    | Szwajcaria      | 2      |            |        |         |                 | 2          | 1         |        |        |          | 2 | 1 |
| Uczestnicy konkursu                                    | Włochy          |        |            |        | 1       |                 |            |           |        | 2      |          | 2 |   |
| Uczestnicy konkursu                                    | Jugosławia      |        |            |        |         |                 |            | 4         |        |        |          |   |   |
| Uczestnicy konkursu                                    | Belgia          |        |            |        |         |                 | 3          |           | 1      |        |          |   | 1 |
| Uczestnicy konkursu                                    | Francja         |        |            | 1      | 2       |                 |            |           |        |        | 2        |   | 3 |
| Uczestnicy konkursu                                    | Wielka Brytania | 3      | 2          | 2      | 4       |                 | 2          |           | 2      |        | 4        | 4 | 3 |
| Uczestnicy konkursu                                    | Luksemburg      |        |            |        |         |                 |            |           |        |        |          |   |   |
| Uczestnicy konkursu                                    | Hiszpania       |        |            | 3      |         |                 |            |           | 2      |        | 3        |   |   |
| Uczestnicy konkursu                                    | Monako          |        | 1          |        |         | 1               | 2          |           |        | 1      |          |   |   |
| Uczestnicy konkursu                                    | Niemcy          |        | 1          | 1      |         |                 |            |           | 3      | 4      | 1        |   | 2 |
| Uczestnicy konkursu                                    | Irlandia        | 5      | 6          |        |         | 9               | 1          | 4         | 2      | 3      |          | 2 |   |
| Kraje w tabeli są uporządkowane w kolejności występów. |                 |        |            |        |         |                 |            |           |        |        |          |   |   |